# سرآب ده‌لر
سرآب ده‌لر، روستایی از توابع بخش مرکزی شهرستان کنگاور در استان کرمانشاه ایران است.

## جمعیت
این روستا در دهستان خزل‌ قرار دارد و براساس سرشماری مرکز آمار ایران در سال ۱۳۸۵، جمعیت آن ۲۵۶ نفر (۵۹ خانوار) بوده‌است.